# Filippine ai Giochi della IX Olimpiade
Le Filippine  parteciparono ai Giochi della IX Olimpiade, svoltisi ad Amsterdam, Paesi Bassi, dal 28 luglio al 12 agosto 1928,  
con una delegazione di 4 atleti impegnati in 2 discipline,
aggiudicandosi 1 medaglia di bronzo.

## Medaglie
| Medaglia | Atleta            | Sport | Evento                  |
| -------- | ----------------- | ----- | ----------------------- |
| Bronzo   | Teófilo Yldefonso | Nuoto | 200 metri rana maschili |